# Anna Kotchneva
Anna Kotchneva (en russe : Анна Кочнева) (née le 25 janvier 1970 à Moscou) est une ancienne gymnaste rythmique. Elle devient championne du monde aux massues en 1987 à égalité avec Bianka Panova, et obtient la médaille de bronze aux Mondiaux de 1987 au cerceau, ainsi que la médaille de bronze à égalité avec Marina Lobatch à la corde.
Anna est mariée à Valeri Liukin. Sa fille, Nastia Liukin, est une gymnaste artistique américaine qui a gagné 5 médailles aux Jeux olympiques d'été de 2008, ainsi que l'or au concours général.